# Finnlandschwedische Literatur

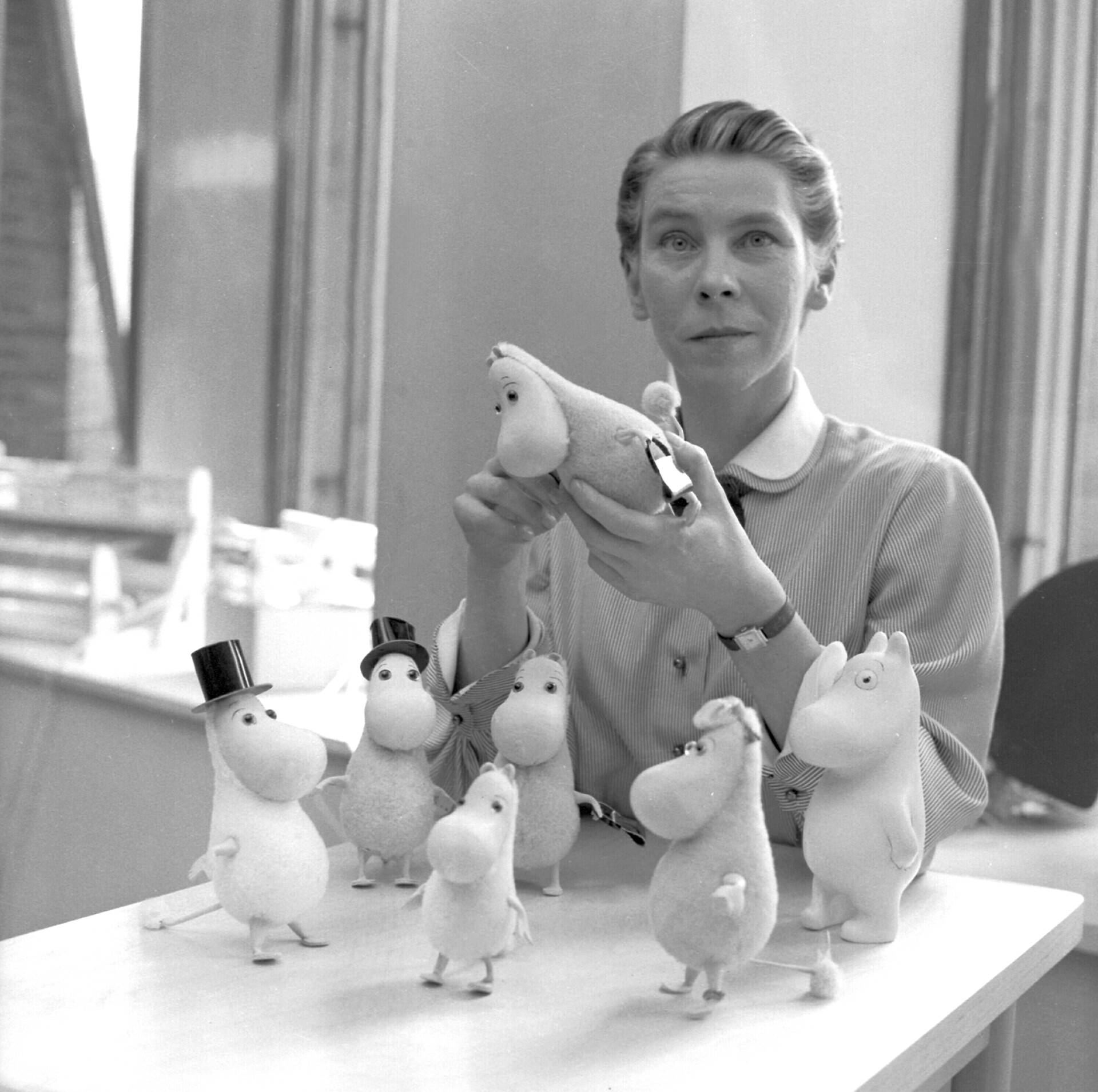
Tove Janssons Bücher über die Mumins fanden eine internationale Leserschaft (1956)

Als finnlandschwedische Literatur bezeichnet man den Bereich der nordischen Literatur, der auf das Werk und die Werke von finnlandschwedischen Prosaisten und Lyrikern zurückgeht und in der Regel in Finnland verlegt wird. Mit Vertretern wie Johan Ludvig Runeberg, Edith Södergran und Tove Jansson besitzt sie eine lange Tradition. Oft wird auch die Literatur der autonomen Åland-Inseln zur finnlandschwedischen Literatur gezählt. Die älteren Literaturepochen fallen mit der schwedischen Literatur zusammen.

## Geschichte
Bis zum Jahr 1809 bildete Finnland die so genannte östliche Reichshälfte Schwedens. Im gesamten Land wurden ursprünglich die gleichen Schriftsprachen verwendet – neben Schwedisch z. B. Latein, Französisch und Niederdeutsch. Im Zusammenhang mit der Reformation hatte zwar Mikael Agricola die Bibel ins Finnische übersetzt, andere finnischsprachige Veröffentlichungen waren jedoch selten, weil die Oberschicht im Land vorwiegend schwedischsprachig war und auch gebildete finnischsprachige Personen in der Öffentlichkeit vorwiegend schwedisch sprachen. 

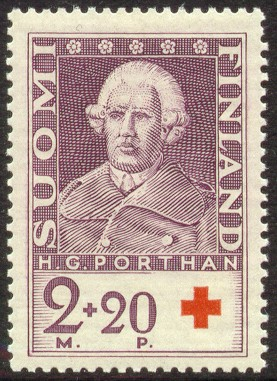
Henrik Gabriel Porthan auf einer finnischen Briefmarke von 1935

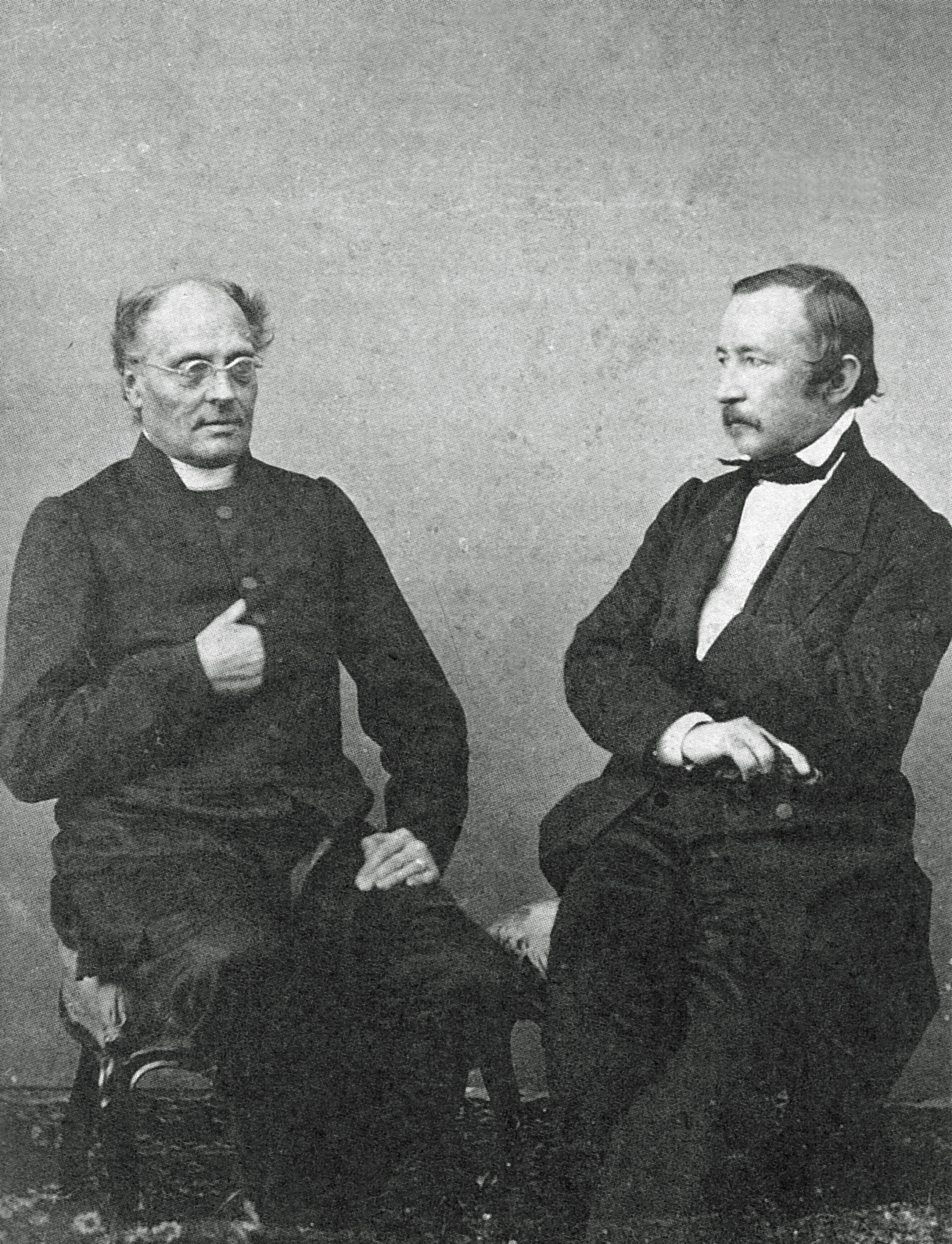
Johan Ludvig Runeberg und Zacharias Topelius (1863)

Während der Aufklärungsepoche war der erfolgreichste finnische (finnlandschwedische) Autor Graf Gustaf Philip Creutz (1735–1781), ein Aristokrat, der nach seinen Universitätsstudien in Turku zumeist in Schweden oder als Diplomat in Spanien und Frankreich weilte. Er verfasste die Liebesgeschichte Atis och Camilla im Stil einer Pastorale, die früher ein Klassiker der schwedischen Literatur war und heute immer noch gut lesbar ist. Der Historiker und Leiter der königlichen (schwedischen) Akademie in Turku, Henrik Gabriel Porthan, schrieb in schwedischer und lateinischer Sprache. Als Fennophiler regte er die Sammlung der finnischen Volksdichtung an und gründete die literarische Aurora-Gesellschaft sowie 1771 die erste finnische Zeitung (in schwedischer Sprache). 
Während des 19. Jahrhunderts entstand mit der so genannten Fennomanie eine Bewegung, die zur Etablierung der finnischen Nationalsprache führte. In dieser Zeit begannen auch viele schwedischsprachige Finnen Finnisch zu verwenden, und es entstanden erste Werke der finnischen Literatur. Das Finnlandschwedische wurde ebenfalls weiter verwendet und behält bis heute seine Rolle als zweite National- und Literatursprache im Land. 

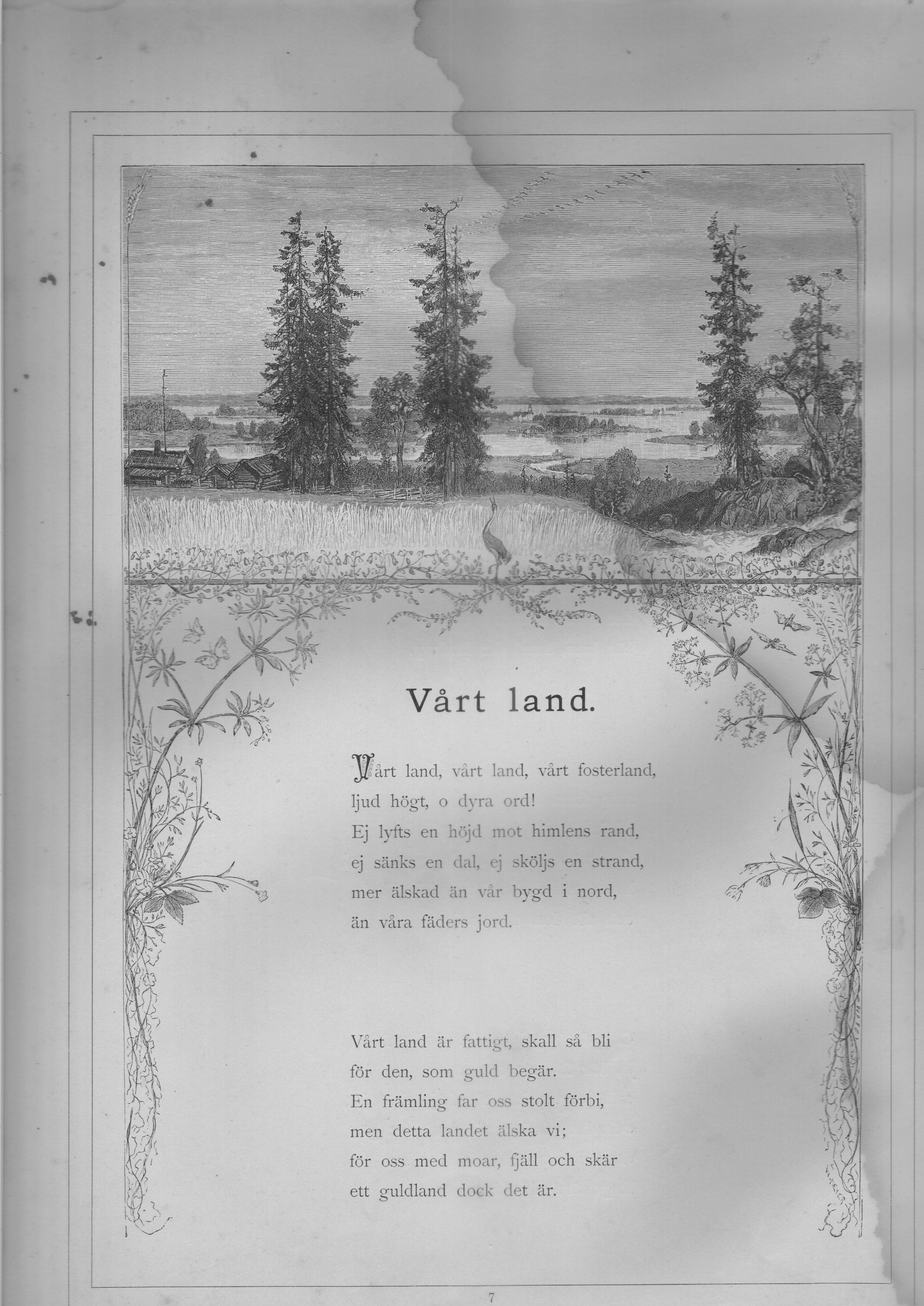
Die spätere finnische Nationalhymne (schwedisch: Vårt Land, Unser Land) aus dem Prolog zu Fänrik Ståls sägner

Johan Ludvig Runeberg ist vor allem ein Naturlyriker und Autor idyllischer Kleinepen. In Finnland machte ihn jedoch erst sein späteres patriotisches Werk Fänrik Ståls sägner (Fähnrich Stahls Erzählungen, 1848, zweiter Band 1860) bekannt, das das Finnenbild im Sinne der damaligen Fennomanie idealisierte. Die Sammlung volkstümlich-romantischer, erzählender Kriegsballaden in verschiedenen Versmaßen schildert die heldenhaften Taten der Finnen im Schwedisch-Russischen Krieg 1808/09, eines Vertreters der einfachen, tapferen, bescheidenen Menschen vom Lande. Gleichzeitig wird Kritik an den Verantwortlichen der Niederlage, dem schwedischen König und seinen Oberbefehlshabern, geübt. Der erste Band dieser Gedichte kam im europäischen Revolutionsjahr 1848 heraus und die Gedichte erhoben Runeberg zum Nationaldichter Finnlands. Doch erst 1867 wurde das Werk von Julius Krohn ins Finnische übersetzt.
Während die älteren Literaturepochen in Finnland und Schweden zusammenfielen und Runebergs Werk noch in beiden Ländern als Nationalepos angesehen wurde, begründeten Södergrans Dikter („Gedichte“, 1916) mit dem finnlandschwedischen Modernismus eine neue Epoche in der nordischen Literatur. Die jüngere finnlandschwedische Literatur hat nicht nur eigene Strömungen hervorgebracht, sondern auch ihre Produktion und Rezeption findet im zweisprachigen Finnland unter anderen Bedingungen statt als in Schweden.
Weitere wichtige Autoren des 19. Jahrhunderts sind Zacharias Topelius und Josef Julius Wecksell.

## Schriftsteller des 20. Jahrhunderts
Bekannte Vertreter der finnlandschwedischen Literatur des 20. Jahrhunderts sind z. B. Edith Södergran, Runar Schildt, Elmer Diktonius, Bo Carpelan, Gösta Ågren, Lars Huldén, Märta Tikkanen, Jörn Donner, Ulla-Lena Lundberg und Lars Sund.

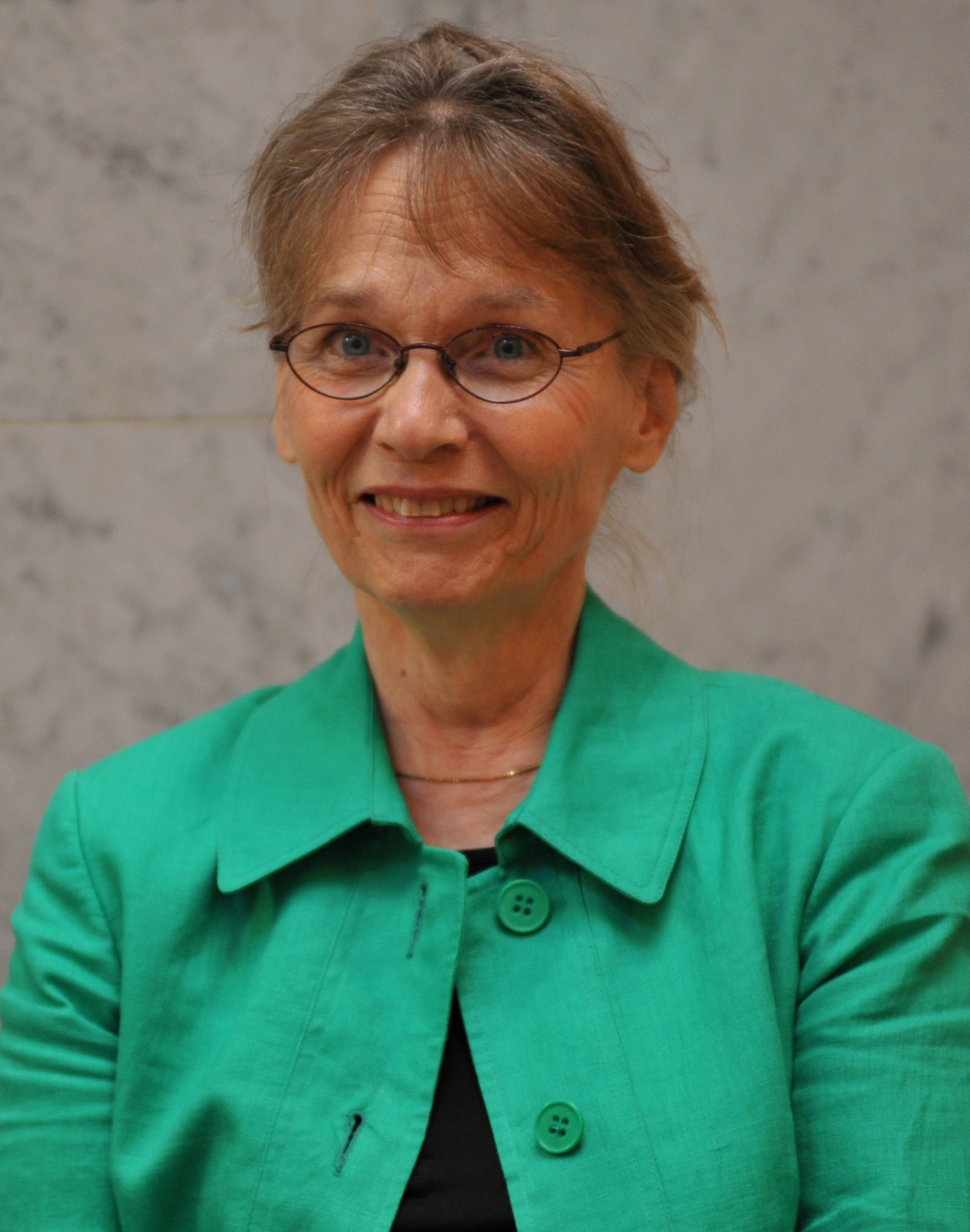
Ulla-Lena Lundberg, Verfasserin zahlreicher Romane und Reisebücher (2012)

Für die Kinder- und Jugendliteratur waren Lisa Cawén, Nanny Hammarström, John Berg und Viola Renvall wichtige Vertreter während der ersten Hälfte des 20. Jahrhunderts. Die international bekannteste Kinderbuchautorin war jedoch Tove Jansson, v. a. mit ihren Geschichten und Comics über die Mumins.

## Aktuelle Schriftsteller
Die Produktion neuer finnlandschwedischer Romane ist relativ bedeutend, und etablierte Romanschriftsteller wie Kjell Westö, Peter Sandström und Monika Fagerholm werden neben Finnland auch in Schweden gelesen. Die letztgenannte hat als erste finnlandschwedische Autorin den renommierten August-Preis des schwedischen Buchmarkts gewonnen und gehört zu den meistübersetzten Autoren der zeitgenössischen finnlandschwedischen Literatur.
Jüngere, sehr erfolgreiche Schriftsteller sind z. B. Karin Erlandsson, Philip Teir und Maria Turtschaninoff. Merete Mazzarella ist für ihre essayistischen und autobiographischen Bücher bekannt. Die international angesehene Lyrikerin Tua Forsström wurde 2019 in die Schwedische Akademie gewählt. Im Jahr 2014 war Finnland Gastland der Frankfurter Buchmesse, und die aktuelle finnlandschwedische Literatur wurde – gemeinsam mit der finnischen und samischen Literatur – unter dem Motto „Finnland. Lesen.“ präsentiert.

## Bedeutung für die finnlandschwedische Kultur
Originalliteratur in der Muttersprache genießt generell eine sehr große Bedeutung in Finnland, wo nur eines von fünf herausgegebenen Büchern eine Übersetzung ist. Die finnlandschwedische Literatur existiert gleichzeitig in einem Land mit relativ starker Verlagsbranche. Die Anzahl der veröffentlichten Buchtitel pro Einwohner in Finnland ist die größte innerhalb der EU und zweitgrößte der Welt (Stand 2007). Obwohl die meisten Titel auf Finnisch herausgegeben werden – im Jahr 2005 waren z. B. nur etwa 5 % aller knapp 14 000 in Finnland herausgegebenen Bücher schwedischsprachig – ist die finnlandschwedische Literatur äußerst lebendig. Jährlich erscheinen etwa 200 Titel für eine Bevölkerung von nur etwa 300 000. Allerdings ist die Tendenz rückläufig. In den 1930er-Jahren betrug der Anteil der schwedischen Titel noch ein Fünftel.

## Verlagswesen

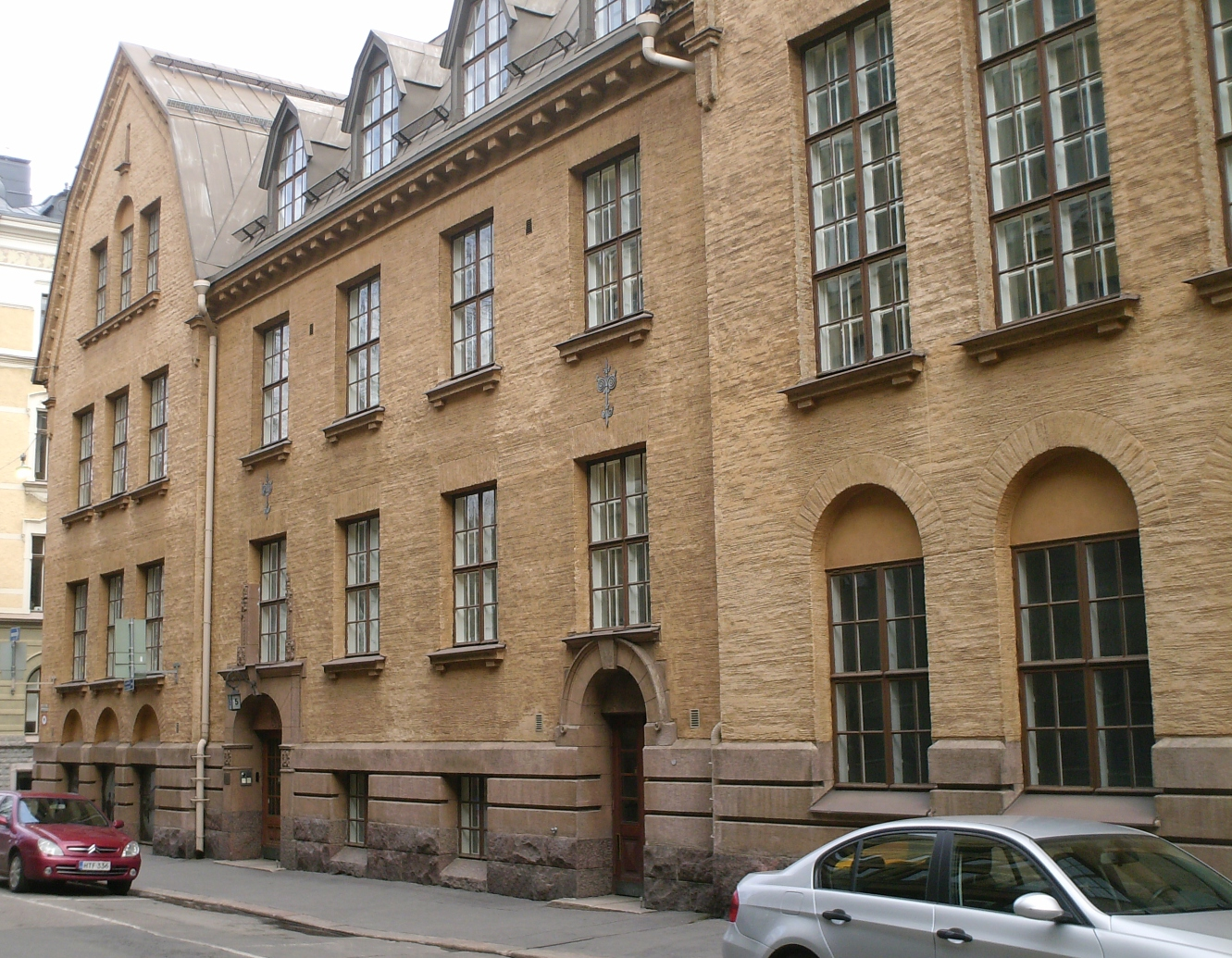
Sitz der Schwedischen Literaturgesellschaft in Finnland (schwed. Svenska litteratursällskapet i Finland) im Stadtteil Kronohagen in Helsingfors

Auch wenn die Zahl der Autoren – relativ zur finnlandschwedischen Bevölkerung – hoch ist, erscheinen die meisten Werke in nur etwa 10 verschiedenen Verlagen, die – verglichen mit den übrigen Verlagen in Finnland – sehr klein sind. Nach der Fusion von Schildts (gegründet 1913) und Söderström & Co (gegründet 1893) entstand 2012 der damals marktbeherrschende Verlag Schildts & Söderströms. Andere bedeutende Unternehmen sind der erst 2015 gegründete Verlag Förlaget M, Scriptum, Litorale, PQR (auf Åland) sowie die Verlage der Svenska litteratursällskapet i Finland und der Åbo Akademi, die ebenfalls wissenschaftliche und populärwissenschaftliche Bücher verlegen.
Der Markt dieser Verlage ist auf die kleine schwedischsprachige Leserschaft im eigenen Land begrenzt, weil der Buchmarkt in Schweden (mit etwa 9 Mio. Lesern) völlig unabhängig existiert und die wenigen dort gelesenen finnlandschwedischen Schriftsteller eigene schwedische Verlage haben. Auch werden nur wenige finnlandschwedische Autoren ins Finnische übersetzt. Die Organisation FILI unterstützt die Übersetzung, den Druck und die Veröffentlichung von finnlandschwedischer Literatur (sowie anderer Literatur aus Finnland) und fördert deren Kenntnis und Vermarktung in der Welt.

## Schriftstellerverband
Der Finnlandschwedische Schriftstellerverband (schwedisch Finlands svenska författareförening) wurde 1909 gegründet.